# نیجو میچیهیرا
نیجو میچیهیرا (به ژاپنی: 二条道平 Nijō Michihira); ۱ ژانویهٔ ۱۲۸۸ – ۲۷ فوریهٔ ۱۳۳۵) سیاستمدار، یک اشراف درباری، کوگیو در دوره کاماکورا اهل ژاپن بود.